# Pennabilli
Pennabilli (romanyol nyelven La Péna) település Olaszországban, Emilia-Romagna régióban, Rimini megyében. Lakosainak száma 2623 fő (2023. január 1.). Pennabilli Badia Tedalda, Casteldelci, Maiolo, Novafeltria, Sant'Agata Feltria, Carpegna, Montecopiolo és Sestino községekkel határos.

## Népesség
A település lakossága az elmúlt években az alábbi módon változott:
| Lakosok száma | 2850 | 2772 | 2623 |
|               | 2017 | 2018 | 2023 |